# 大砲马先蒿
大砲马先蒿（学名：Pedicularis tapaoensis）为列当科马先蒿属的植物，是中国的特有植物。分布在中国大陆的四川等地，生长于海拔4,700米的地区，多生在空旷高山草地中，目前尚未由人工引种栽培。